# Навіз
Наві́з — село в Україні, у Луцькому районі Волинської області. Входить до складу Рожищенської міської громади. Населення становить 1085 осіб.

## Географія
Село розташоване на лівому березі річки Стир, на Волинсько-Подільській височині, на межі Волині і Полісся, при Лютиненцькому болоті, на схід від містечка Сокуль.
Віддаль від районного центру 22 км, від обласного 55 км.
Село з районним центром з'єднується шосейною дорогою, а також по річці Стир.
Недалеко від села три озера — Крайнє, Середнє, Святе і за переказами з'єднуються підземними джерелами. За озерами розташований ліс, переважно хвойний, з невеликими масивами мішаного лісу.
Село розміщується на так званому Волинсько-Подільському плато, західна частина якого вклинюється в Поліську зону.
Відомості з історії села сягають епохи пізнього палеоліту. В південній частині села в урочищі Гора на мисі першої надзаплавної тераси лівого берега річки Стир висотою 12—15 м над рівнем заплави — стоянка епохи пізнього палеоліту. З півночі її територія відокремлена від напільної тераси заплавою безіменного потічка (лівосторонній доплив Стиру), утворюючи своєрідну видовжено-трикутну у плані ділянку території берега. Ширина її найвужчої частини не перевищує 20-30 м, а найширшої складає 60—80 м. Орієнтовно площа стоянки не перевищує 1 га. У південно-західній частині села в урочищі Лемінь на мисі першої надзаплавної тераси лівого берега річки Стир, висотою близько 7 м над рівнем заплави та за 300 м на південь від цвинтаря — поселення культури гребінцево-накольчастої кераміки площею близько 0,3 га.
За 0,8 км на південний захід від села на мисі першої надзаплавної тераси правого берега річки Лютиці висотою 4—5 м над рівнем заплави — багатошарове поселення культур гребінцево-накольчастої кераміки і давньоруського періоду X—XII ст., площею 2 га.
У літературних джерелах село Навіз згадується в 1577 р. Тут раніше був дрімучий ліс, але вигідне географічне становище. Протікала річка Стир, родючі ґрунти, але це не була головна причина заселення. Причиною заселення було те, що з промислових районів України вивозили людей в глухі місця, які піднімалися на боротьбу.
Тому і село називається Навіз, бо сюди були навезені люди.

### Мікротопоніми
На теренах села — пасовище Ведмедиця, місцевість Острівки.
У селі є вулиці: Набережна, Молодіжна, Садова. В селі є традиція проводити так звані свята вулиць, зокрема такі свята проводилися у 2000 році — Набережної, у 2002 році — Молодіжної, у 2004 році — Садової.

## Історія

### Литовсько-польський період
Село вперше згадується 1577 року як власність Михайла Загоровського, який платив від нього за 4 дими, 2 городи, а князь Михайло Сокальський від 8 димів, 4 городів, а крім того Захарій Лагодовський від 2 димів.
У 1583 році платили з Навозу князь Марко Сокольський від 5 димів, і 2 городів, Камінецький від 4 димів і 1 кінного боярина, а Андрій Загоровський від 6 димів, З городів, 2 підсудків, 2 бояр.
У 1609–1753 роках село підпорядковувалося Острозькій ординації.
Близько 1640 року платив з Навозу Гнат Іловецький. У 1671 році село належало братам Іловецьких: Михайлові, Петру, Криштофу, Івану. Ця частина села належала до Іловицьких аж до 19 століття, коли то перейшла до Стемпковських.

### Російська імперія
У часи Російської імперії належало до Рожищанської волості Луцького повіту Волинської губернії.
У кінці XIX століття в селі було 181 двір і 1 076 жителів, а також був водяний млин.
За переписом 1911 року великі земельні наділи села належали поміщику М. Козанчю — 1316 десятин.

### Друга світова війна
21-23 вересня 1939 року коло села відбувалися бої між полком КОР «Глибоке» і радянською 87-ю стрілецькою дивізією, які після втечі командира полку полковника Зайончковського закінчились капітуляцією поляків.
У часі німецької окупації село належало до райхскомісаріату «Україна», генерального округу «Волинь-Поділля». Відвертий грабунок, нехтування потребами селян, жорстокий терор німецької окупаційної влади спонукали українців до опору. У відповідь нацисти застосовували масові репресії. За зрив поставок сільськогосподарської продукції та підтримку українського визвольного руху 15 червня 1943 року в селі Навіз розстріляно вісім осіб та спалено 25 господарств.

### Сучасність
12 червня 2020 року, згідно з розпорядженням Кабінету Міністрів України  № 708-р, село увійшло до складу Рожищенської міської громади.
19 липня 2020 року, в результаті адміністративно-територіальної реформи та ліквідації Рожищенського району, село увійшло до складу новоутвореного Луцького району.

## Символіка
Срібний «волинський» хрест в червоному полі на гербі підкреслює географічне розташування населеного пункту, зелений пагорб — це давня козацька могила, срібні хвилясті балки в поєднанні з синім — це річки Стир і Лютиця, які протікають через Навіз. Такі ж елементи герба відображені й на прапорі села.
Кольорова гама в цілому віддзеркалює кольори Волинського краю. Червоний — символ любові, мужності, сміливості, срібний — чистота, надія, зелений — символ родючості землі та добробуту, а також і природний ландшафт, у якому знаходиться Навіз, синій — колір води.

## Населення
200[уточнити] року в селі було 954 жителі, 401 оселя, з яких 333 жилі та 68 — нежилі, і 383 господарства.
Згідно з переписом УРСР 1989 року чисельність наявного населення села становила 1204 особи, з яких 571 чоловік та 633 жінки.
За переписом населення України 2001 року в селі мешкало 1087 осіб.

### Мова
Розподіл населення за рідною мовою за даними перепису 2001 року:
| Мова       | Відсоток |
| ---------- | -------- |
| Українська | 99,54 %  |
| Російська  | 0,28 %   |
| Білоруська | 0,18 %   |

## Релігія
У селі є Свято-Успенська православна церква та громада християн віри євангельської.

## Пам'ятки
В урочищі «Острів» 2001 року було відкрито пам'ятний знак «Козацькі могили».

## Соціальна сфера
У селі діє загальноосвітня школа I—III ступенів та дошкільний навчальний заклад загального розвитку «Сонечко». Працюють гуртки художньої самодіяльності, драматичний гурток.